# Faros flygplats
Faros flygplats (portugisiska: Aeroporto de Faro) är en internationell flygplats belägen 2,6 kilometer väster om Faro i Portugal.
Flygplatsen är Portugals näst största, efter Lissabons flygplats, med 5,4 miljoner passagerare per år.

## Avstånd till städer och turistmål[1]
- Albufeira	39 km
- Lagoa	54 km
- Lagos	80 km
- Lissabon	299 km
- Loulé	16 km
- Quarteira	52 km
- Vilamoura	55 km

## Trafikerande flygbolag[2]
- Aer Lingus	 Irland
- Aigle Azur	 Frankrike
- Air Transat	 Kanada
- Arkefly	         Nederländerna
- Astraeus Ltd
- Austrian Airlines	 Österrike
- Blue Line
- bmibaby	         Storbritannien
- British Airways	 Storbritannien
- Brussels Airlines	 Belgien
- EasyJet	        Storbritannien
- Europe Airpost
- Finnair	        Finland
- Flybe	        Storbritannien
- Germania	 Tyskland
- Germanwings	 Tyskland
- Icelandair	 Island
- Jet Time
- Jet2.com	 Storbritannien
- Jetalliance Flugbetriebs AG
- Lufthansa	 Tyskland
- Luxair	         Luxemburg
- Norwegian Air Shuttle    Norge
- Polskie Linie Lotnicze	 Polen
- Ryanair	                 Irland
- Sata International	 Portugal
- SAS             Sverige Norge Danmark
- TAP Air Portugal	 Portugal
- Thomas Cook U.K.	 Storbritannien
- Thomsonfly	         Storbritannien
- Transavia	         Nederländerna
- Transavia France	 Frankrike
- Travel Service Airlines a.s.	 Tjeckien
- TUI Nordic	          Sverige
- TUIfly                    Tyskland
- Viking                    Sverige
- XL Airways France         Frankrike